# Joachim Giermek
Joachim Giermek (* 2. April 1943 in Buffalo, USA als Thomas Anthony Giermek; † 5. Januar 2024 in Ellicott City) war Generalminister der Franziskaner-Minoriten. 
Seine ersten Gelübde legte er am 15. August 1961 ab, die ewigen Gelübde drei Jahre später am 15. August 1964. Er ist Mitglied der St. Anthony of Padua Province, USA. Die Priesterweihe empfing er am 23. Dezember 1969.
Zum Generalminister wurde er auf dem 197. Ordentlichen Generalkapitel vom 29. Januar bis 25. Februar 2001 gewählt. Er war der 118. Nachfolger des hl. Franziskus in der Leitung des Ordens. Zuvor war er schon in der Ordensleitung tätig als Generalassistent und Vikar des Ordens.
Die Amtszeit von Joachim Giermek endete am 26. Mai 2007 mit der Wahl von Marco Tasca (Provinz Padua, Italien) zum neuen Generalminister.